# Antarchaea ossea
Antarchaea ossea là một loài bướm đêm trong họ Noctuidae.